# Моменти інерції плоских перерізів

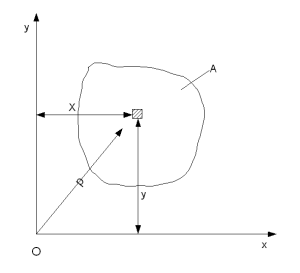
Розрахункова схема

Моме́нт іне́рції пло́ского пере́різу (англ. second moment of area) — геометрична характеристика поперечного перерізу елемента.
Опір елементів конструкцій зовнішнім силам залежить не тільки від механічних характеристик матеріалу, з якого вони виготовлені, а й від розмірів та форми поперечного перерізу, що враховується за допомогою геометричних характеристик перерізу.
Так при розтягу чи стиску стрижня його опір навантаженню залежить від площі поперечного перерізу. При крученні та при згині використовуються інші геометричні характеристики поперечних перерізів, такі як моменти інерції та статичні моменти плоских перерізів.
Розрізняють такі моменти інерції поперечного перерізу :
- осьові (відносно осей x і y)

{\displaystyle J_{y}=\int _{A}x^{2}dA}
{\displaystyle J_{x}=\int _{A}y^{2}dA}
- полярний (відносно полюса «O»)

{\displaystyle J_{\rho }=\int _{A}{\rho }^{2}dA}
- відцентровий

{\displaystyle J_{xy}=\int _{A}xydA}
Осьові і полярний моменти інерції завжди додатні, а відцентровий момент інерції може набувати як додатних, так і від'ємних значень. При певному положенні осей y, x він може дорівнювати нулеві. Осі, відносно
яких відцентровий момент інерції дорівнює нулеві, називаються головними осями.
Приклади формул для обчислення моментів інерції перерізів простих форм.
- Прямокутник розмірами b і h:

{\displaystyle J_{x}={\frac {bh^{3}}{12}}}; {\displaystyle J_{y}={\frac {hb^{3}}{12}}}; {\displaystyle J_{xy}=0.}
- Круг радіусом r:

{\displaystyle J_{p}={\frac {\pi r^{4}}{2}}={\frac {\pi d^{4}}{32}}}; {\displaystyle J_{x}=J_{y}={\frac {\pi r^{4}}{4}}={\frac {\pi d^{4}}{64}}}; {\displaystyle J_{xy}=0.}
- Четвертина круга радіусом R:

{\displaystyle J_{y}=J_{x}=0{,}055R^{4};} {\displaystyle J_{xy}=\pm 0{,}0165R^{4};} {\displaystyle J_{x0}=0{,}0714R^{4};} {\displaystyle J_{y0}=0{,}0384R^{4}.}